# Paragryllodes pyrrhopterus
Paragryllodes pyrrhopterus är en insektsart som beskrevs av Johann Heinrich Kaltenbach 1982. Paragryllodes pyrrhopterus ingår i släktet Paragryllodes och familjen syrsor. Inga underarter finns listade i Catalogue of Life.